# ديكلوفيناك
ديكلوفيناك (بالإنجليزية: Diclofenac)‏ المعروف تجارياً باسم الفولتارين (بالإنجليزية: Voltaren)‏ هو مادة صيدلانية مصنفة ضمن مضادات الالتهاب اللاسترويدية وهو منتشر في الصيدليات حول العالم تحت تسميات مختلفة. بدأ أول تداول له في المملكة المتحدة عام 1979. يستخدم لعلاج الألم والأمراض الالتهابية مثل النقرس. يؤخذ عن طريق الفم أو عن طريق المستقيم على شكل تحميلة أو عن طريق الحقن أو يوضع على الجلد. يستمر تسكين الألم لمدة تصل إلى ثماني ساعات. كما أنه متوفر في تركيبة مع الميزوبروستول من أجل تقليل مشاكل المعدة.
تشمل الآثار الجانبية الشائعة ألم البطن ونزيف الجهاز الهضمي والغثيان والدوخة والصداع والتورم. قد تشمل الآثار الجانبية الخطيرة أمراض القلب والسكتة الدماغية ومشاكل الكلى وتقرحات المعدة.  لا ينصح باستخدامه في الشهر الثالث من الحمل.  من المحتمل أن يكون آمنًا أثناء الرضاعة الطبيعية. يُعتقد أنه يعمل عن طريق تقليل إنتاج البروستاغلاندين. يمنع كلاً من سيكلوكسيجيناز -1 (كوكس -1) وسيكلوكسيجيناز -2 (كوكس -2).
سُجلت براءة اختراع ديكلوفيناك في عام 1965 من قبل شركة (Ciba-Geigy) ؛ ودخل حيز الاستخدام الطبي في الولايات المتحدة في عام 1988.  وهو متوفر كدواء مكافئ.  في عام 2018 ، كان الدواء الثاني والسبعين الأكثر شيوعًا في الولايات المتحدة ، مع أكثر من 11 مليون وصفة طبية.  وهو متوفر كملح الصوديوم أو البوتاسيوم. 

## الشكل والتقديم
- أقراص.
- شكل حقن (داخل العضل).
- تحاميل شرجية.
- علاج موضعي للجلد (مرهم).

## دواعي الاستعمال
مضادات التهاب، مضادات روماتزمية لاستيريدية (code ATC : M01AB05). الديكلوفيناك هو مضاد التهاب لاستيرويدي مشتق من حمض فينيل اسيتيك من مجموعة الأحماض اريل كاربوكسيل. وله الخواص التالية:
- فعل مسكن.
- فعل مخفض للحرارة الجسم.
- فعل مضاد للالتهاب.
- كبح لمدة زمنية محدودة لعمل الصفائح الدموية.

## موانع الاستعمال
- النساء الحوامل من 5 أشهر فما فوق.
- خلفية الإصابة بالحساسية أو الربو عند أخذ الديكلوفيناك أو أحد المواد ذات التأثير المشابه، مضاد التهاب لاستيرويدي، الأسبرين.
- الحساسية المفرطة لأحد المسوغات.
- القرحة المعدية أو المعوية.
- القصور الكبدي الحاد.
- القصور الكلوي الحاد.
- الأزمة القلبية الحادة غير المنضبطة.
- أطفال أقل من 16 كغ.

## أيض الدواء
يتم تأيض الديكلوفيناك بشكل سريع وشبه كامل، بشكل أساسي على مستوى الكبد. يتم طرح الدواء بطريقين، البولي ومع البراز. نصف العمر البلازمي للديكلوفينك من 1 إلى 2 ساعة.

## في الطب البيطري
استعمل بشكل واسع في علاج المواشي بآسيا الجنوبية خلال سنة 1990 م، وهدد استعماله أنواع عديدة من النسور بالانقراض، مما أدى إلى مشاكل صحية مثل انتشار الكلاب الضالة وداء الكلب، ومشاكل صحية بالهند نجم عنها انخفاض عدد النسور.

## معرض صور

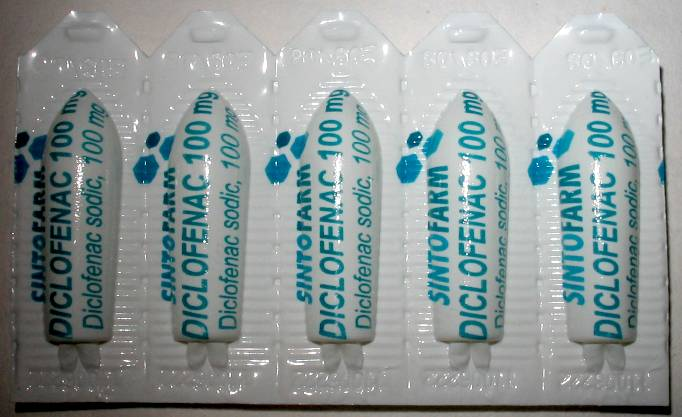
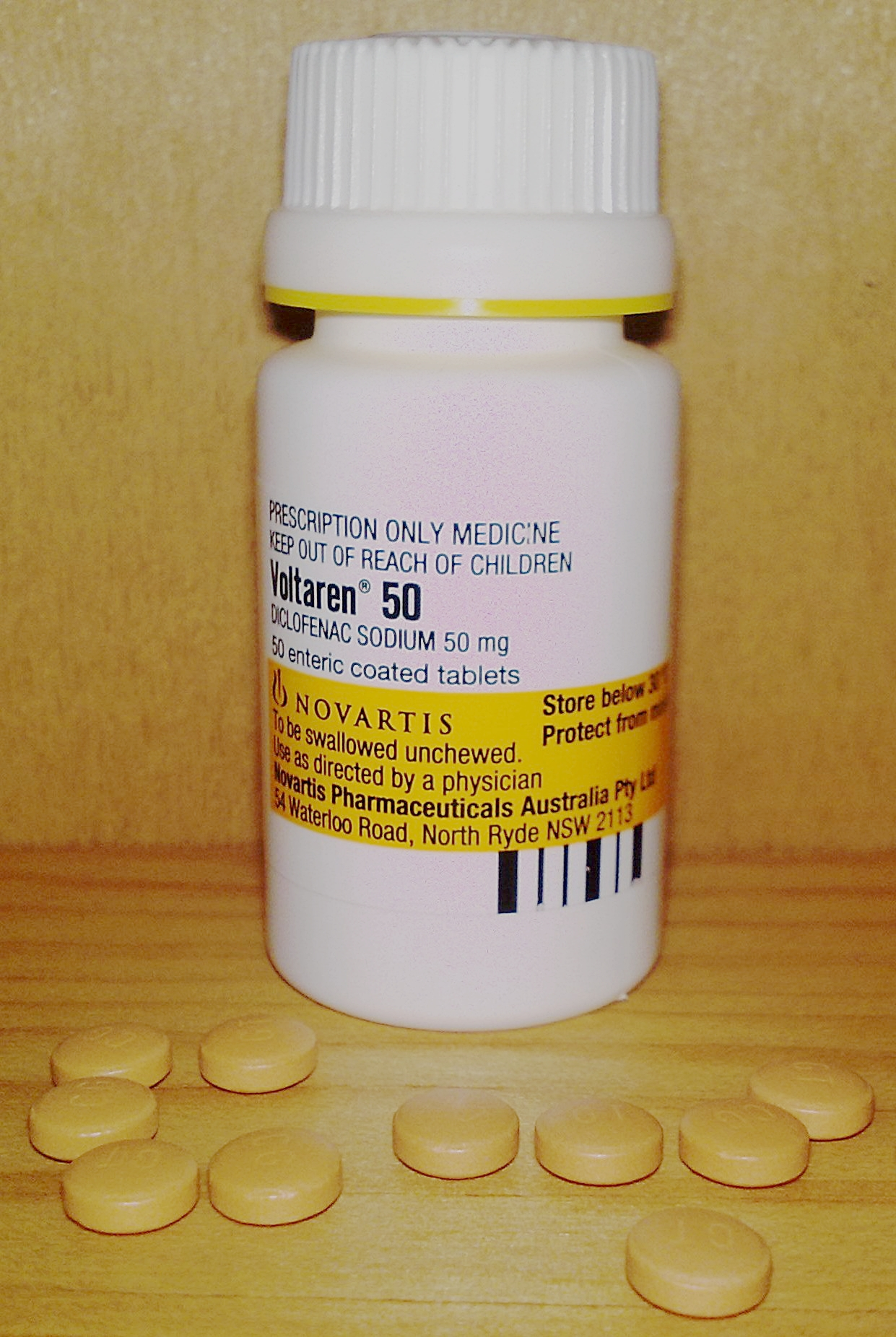
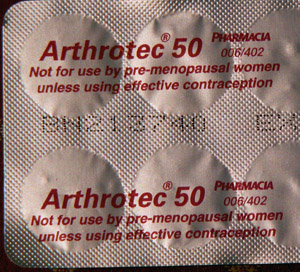
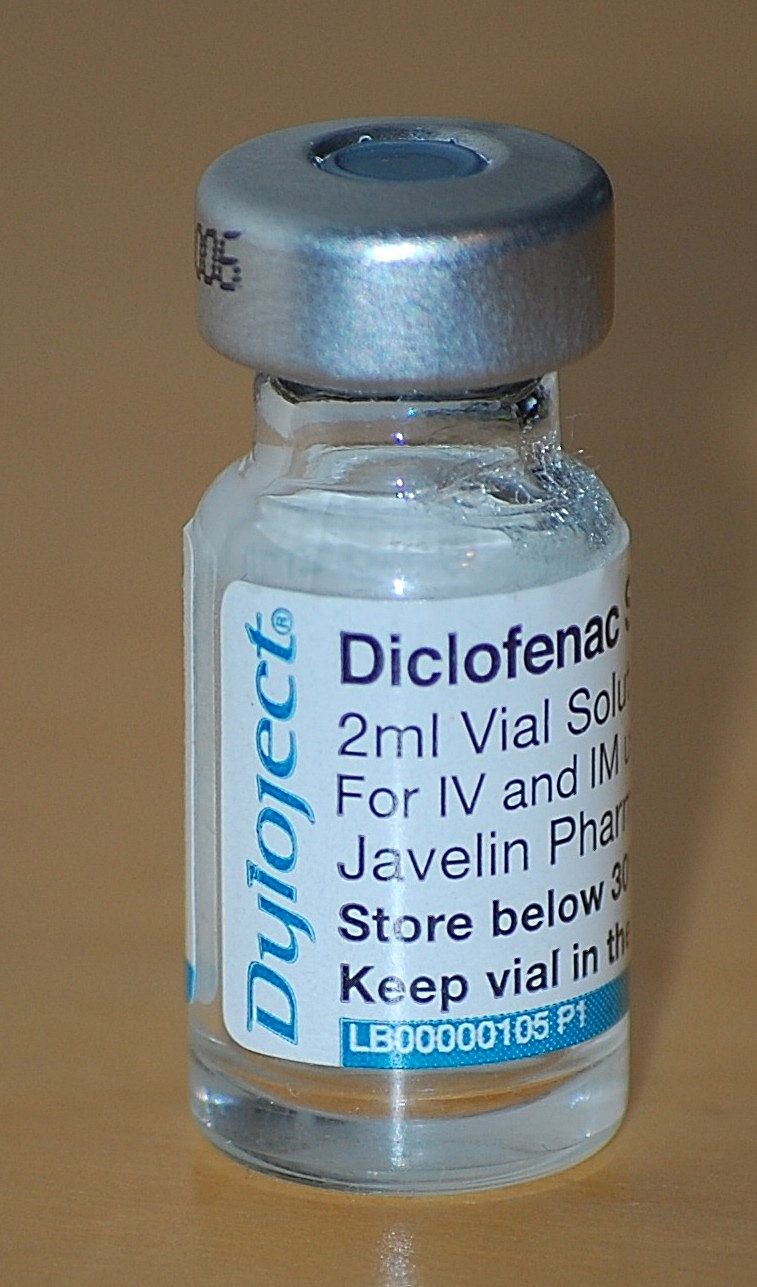